# Alexa Nisenson
Alexa Nisenson (Boca Raton, 8 de junho de 2006), é uma atriz norte-americana, mais conhecida por interpretar Charlie em Fear the Walking Dead da AMC, Geraldine Chandler em Constantine e Karen em Will & Grace da NBC.